# Ceraspis conspersa
Ceraspis conspersa är en skalbaggsart som beskrevs av Hermann Burmeister 1855. Ceraspis conspersa ingår i släktet Ceraspis och familjen Melolonthidae. Inga underarter finns listade i Catalogue of Life.